# Bisca
Una bisca è un locale pubblico o (più spesso) privato dove si pratica il gioco d'azzardo. In questo senso è un sinonimo di casinò, ma oggi si indica con questa parola quasi sempre un luogo dove si esercita illegalmente il gioco d'azzardo frequentato per lo più da gente di malaffare. Coloro che gestiscono il gioco nella bisca sono detti biscazzieri.

## Etimologia
L'etimologia di bisca è incerta. È attestato un termine latino medievale biscator, "giocatore", ma potrebbe derivare anche da biscazza, da biscatia, attestato in area romanza occidentale. Con ogni verosimiglianza sono paretimologiche derivazioni da un antico alto tedesco tisc, (tedesco Tisch, "tavola, mensa", che a sua volta deriva dal latino discus e quindi imparentato con l'italiano desco) con l'improbabile passaggio da /t/ a /b/ oppure dal proto-germanico *buskaz'' (tedesco Busch), "legno, tavola per il gioco". Più probabile l'origine germanica del termine dall'antico alto tedesco scaz, "moneta, soldi" presente anche nell'etimologia del sostantivo tedesco Schatz, "tesoro".

## Storia
Dei biscazzieri si parla in antichi documenti che trattano anche della baratteria, la bisca medioevale: «Anco, statuimo et ordiniamo che neuna taverna si tengha, né alcuno biscaziere o vero meretrice o vero ruffiano, né alcuna persona, la quale ritenga alcuna meretrice o vero giuoco di dadi, stia o vero dimori presso al luogo de' frati Humiliati, per CC braccia.»
Ai nostri giorni i frequentatori delle bische sono cambiati rispetto ai tempi passati dove prevaleva la figura romantica del biscazziere ottocentesco a metà tra il bohemien e il criminale o quella popolare grottesca dei giocatori nella commedia Quei figuri di trent'anni fa di Eduardo De Filippo dove compariva anche il tipico ed ingenuo pollo borghese in cerca di emozioni proibite. I luoghi preferiti delle bische clandestine sono in genere i retrobottega di tabaccherie, ristoranti, bar. Da circa cinque anni è in aumento il fenomeno delle bische in appartamenti affittati da persone incensurate. Si verificano casi dove le bische vengono impiantate anche nei locali consentiti delle sale da gioco utilizzando spesso video poker illegali.
Oggi secondo un rapporto dell'Assosnai (Associazione Imprese Scommesse e Giochi) le bische clandestine sono frequentate da imprenditori, liberi professionisti, trafficanti d'armi, droga e usurai, questi ultimi sempre presenti nei luoghi dove si gioca d'azzardo,per rovinare i debitori di gioco con i loro prestiti ad altissimo interesse. Vittime preferite gli imprenditori che secondo l'associazione citata in misura di circa il 60% vendono la loro azienda per pagare gli usurai. I trafficanti usano le bische per riciclare il denaro derivante dalle attività criminali con il vantaggio anche di eventuali vincite.
Secondo Francesco Ginestra , presidente di Assosnai, «Solo dal nostro settore la criminalità organizzata drena illegalmente circa 5.000 miliardi delle vecchie lire, che rappresentano oltre il 3% del fatturato complessivo della "mafia spa" e che equivalgono a circa la metà di una manovra finanziaria di media intensità. È giunto il tempo di fare qualcosa per arginare un fenomeno che mina il tessuto sociale e crea problemi anche a migliaia di concessionari di giochi e scommesse. Imprenditori che sono costantemente minacciati e messi sotto pressione dalla criminalità organizzata e non».